# Бей (окръг, Флорида)
Окръг Бей (на английски: Bay County) е окръг в щата Флорида, Съединени американски щати. Площта му е 2675 km², а населението - 183 563 души (2017). Административен център е град Панама Сити. В превод от английски bay означава залив.